# Новий Збрахлін
Новий Збрахлін (пол. Nowy Zbrachlin) — село в Польщі, у гміні Ваґанець Александровського повіту Куявсько-Поморського воєводства.
Населення — 289 осіб (2011).
У 1975-1998 роках село належало до Влоцлавського воєводства.

## Демографія
Демографічна структура станом на 31 березня 2011 року:
|          | Загалом | Допрацездатний вік | Працездатний вік | Постпрацездатний вік |
| -------- | ------- | ------------------ | ---------------- | -------------------- |
| Чоловіки | 162     | 48                 | 102              | 12                   |
| Жінки    | 127     | 23                 | 83               | 21                   |
| Разом    | 289     | 71                 | 185              | 33                   |